# Moses Hess
Moses Hess (Bonn, 21 de junho de 1812 - Paris, 6 de abril de 1875) foi um precursor do que mais tarde se chamaria sionismo. Suas obras mais importantes são História Sagrada da Humanidade por um discípulo de Espinoza (1837), Triarquia européia (1841), Roma e Jerusalém: A Última Questão Nacional (1862) e Consequences of a Revolution of the Proletariat (1847). Mudou seu nome para Moritz Hess, tendo mais tarde o revertido para Moses.
Hess recebeu uma educação religiosa tradicional de seu avô, tendo, mais tarde, estudado filosofia na Universidade de Bonn e vivido em Paris como correspondente de um periódico socialista nos acontecimentos da revolução de 1848. Foi companheiro de Karl Marx, Friedrich Engels e Ferdinand Lassalle. Socialista, defendia inicialmente uma sociedade na qual a raça ou a religião não seriam determinantes. Em Triarquia européia (1841), propôs que os judeus buscassem assimilar-se em países tolerantes, como França e Estados Unidos, e mudou seu nome para Moritz, como forma de disfarçar sua identidade judaica.
Mas as perseguições contra judeus (pogroms) no Oriente Médio e na Europa que aumentaram após o Caso de Damasco (1840), além de suas pesquisas na Universidade sobre raças parecem tê-lo feito mudar seu posicionamento. Duas décadas depois, em sua obra Roma e Jerusalém (1862), Moses Hess (que voltara a usar seu nome judeu), passou a argumentar contra a assimilação. Seu argumento era de que se os judeus negassem a sua própria origem, eles jamais obteriam o respeito das nações independentes, uma vez que a unidade cultural e linguística era um pressuposto para os Estados nacionais. Ele assim defende que os judeus retomem seus hábitos tradicionais. o ódio contra os judeus na Alemanha não era religioso, mas racial. O batismo não resolveria os aspectos físicos e, portanto, não era um caminho viável. O judeu só conquistaria a paz quando se tornasse um povo independente, e por isso a "questão judaica" seria a última questão nacionalista que ainda faltava ser resolvida, após a unificação alemã. 
Hess não atribuía às causas econômicas e à luta de classes um papel preponderante na história, tendendo a privilegiar as lutas raciais e entre nacionalidades. Formulou a teoria dialética histórica tendo em vista estes últimos, em oposição à posição marxista, fundamentada nos primeiros.
Na obra História Sagrada da Humanidade por um discípulo de Espinoza, Hess afirmou que a história marcha sobre a influência do Espírito para um novo Éden, o que evidenciou seu caráter messiânico. Assim como muitos dos primeiros socialistas, Hess associava suas concepções religiosas às suas concepções sociais, mesclando o messianismo judaico com as concepções filosóficas de Spinoza, Hegel, Charles Fourier, François Noël Babeuf e Thomas More, para anunciar a vinda de uma sociedade futura sob a forma do Reino de Deus.
Em seus últimos anos, voltou a dedicar-se às ciências naturais e, após sua morte em Paris em 1875, nenhum representante de organizações judaicas compareceu ao seu funeral.